# The Lord of Steel
The Lord of Steel — дванадцятий студійний альбом американської групи Manowar, який був випущений 16 червня 2012 року.

## Композиції
1. The Lord of Steel — 4:07
2. Manowarriors — 4:46
3. Born in a Grave — 5:47
4. Righteous Glory — 6:10
5. Touch the Sky — 3:49
6. Black List — 6:58
7. Expendable — 3:10
8. El Gringo — 4:57
9. Annihilation — 4:00
10. Hail Kill and Die — 3:56